# Omar Cervantes
Omar Cervantes Diaz (* 18. Januar 1985) ist ein mexikanischer Radrennfahrer.
Omar Cervantes begann seine internationale Karriere 2006 bei dem mexikanischen Continental Team Chivas Cycling. In seinem ersten Jahr wurde er nationaler Meister im Zeitfahren der U23-Klasse. Im 2007 wechselte er zur Mannschaft Tecos de la Universidad Autónoma de Guadalajara, wurde erneut mexikanischer U23-Zeitfahrmeister und belegte den dritten Platz im Straßenrennen. Bei der Vuelta a Chiapas wurde er im Jahr 2008 Gesamtzweiter.

## Erfolge
2006
- Mexikanischer Zeitfahrmeister (U23)

2007
- Mexikanischer Zeitfahrmeister (U23)